# مشروع فاريلا
مشروع فاريلا (بالإسبانية: Proyecto Varela) هو مشروع بدأه أوزوالدو بايا من حركة التحرير المسيحية (MCL) في عام 1998، وسمّي على اسم فيليكس فاريلا، الزعيم الديني الكوبي.
زُجَّ العديد من الأعضاء بالسجن خلال الربيع الأسود في عام 2003.

## مبادرة مواطني مشروع فاريلا
كان الهدف من مشروع فاريلا هو تعميم اقتراح قانون يدعو إلى إجراء إصلاحات سياسية ديمقراطية داخل كوبا، كان أحد تلك الإصلاحات ترسيخ حرية تكوين الجمعيات وحرية التعبير وحرية الصحافة والانتخابات الحرّة وحرية الدين وحرية البدء في المشاريع الخاصة، والعفو عن السجناء السياسيين.
اُعلن عن مشروع فاريلا استنادًا إلى المادة رقم 88 (ز) من نص الدستور الكوبي لعام 1976، بصيغته المعدّلة في عام 1992، والذي يسمح للمواطنين باقتراح قوانين إذا كان 10000 ممن يحقّ لهم التصويت يدعمون الاقتراح بشهادة موثّقة مفادها أن مروّجو مشروع فاريلا فشلوا في التضافر مع المشروع نفسه. لا تدعم المجموعة البسيطة، بأي عدد من الأسماء، وأرقام الهوية الوطنية، والعناوين، والتوقيعات، أي اقتراح قانون وفقًا للدستور الكوبي وتشريعاته التكميلية، والتي في هذه الحالة هي قواعد الجمعية الوطنية (1996).
ذكرت المنظمة أنها جمعت 11020 توقيعًا، لكن لا الدستور ولا أي قانون مكمّل يجيز للمواطنين اقتراح قانون دون إثبات حقهم في التصويت. لا تشير المادة 88 من الدستور إلى أي توقيع، والمادة 64 من قواعد الجمعية الوطنية تطلب بوضوح شهادة خطية موثّقة. وبالتالي، فإن الشرط القانوني الذي تأخذه الجمعية الوطنية الكوبية بالاعتبار ليس رقماً على الإطلاق، بل الوضع القانوني للناخب. لم تُعلّق لجنة الدستور والشؤون القانونية التابعة للجمعية الوطنية الكوبية النظر في مبادرة مواطني مشروع فاريلا، ولكنها ردّت عليها برأي خبير، بتاريخ: 1 نوفمبر 2002، وأحيلت إلى المروّجين عن طريق البريد في 18 نوفمبر وبالبريد المسجّل في 26 نوفمبر. رفض رأي الخبراء هذا مشروع فاريلا لأسباب رسمية وجوهرية. رسميًا، لم يثبت مشروع فاريلا وضع الناخب لأولئك الذين قدّموا أسماءهم وأرقام الهويّات الوطنية والعناوين والتوقيعات. والمشروع لم يُقدّم كاقتراح قانوني، بل كمزيج من الادعاءات المتعلقة بالمسائل القانونية التي يجب ان تُصاغ كقوانين منفصلة. علاوة على ذلك، خلط مشروع فاريلا الاستفتاء والمشاورات الشعبية، وهما قضيتان دستوريتان مختلفتان. لم يستجب النظام الكوبي لمشروع فاريلا بمبادرته المضادة، شريطة تعديل الدستور الكوبي لضمان ديمومة الطبيعة الاشتراكية للدولة الكوبية. كان هذا هو الرد على خطابات الرئيس الأمريكي في 20 مايو 2002، ونشرت وسائل الإعلام الأجنبية خبرًا بأن التعبئة الواسعة -وهي مورد نموذجي للنظام الكوبي ضد الولايات المتحدة- من أجل الاشتراكية التي لا رجعة فيها والتي كانت ردًّا على مشروع فاريلا. في الواقع، كان الرّد محدودًا منذ البداية بحسب رأي خبراء لجنة الشؤون القانونية والدستورية المذكورة أعلاه. لاحظ مراسل بي بي سي أن العديد من الكوبيين عبّروا عن شعورهم بضغوط للتوقيع على عريضة الحكومة. وفقًا لوزارة الخارجية الأمريكية: «أبلغ النشطاء عن مضايقات متزايدة من مارسها عناصر أمن الدولة. اعتقلت السلطات واحتجزت ناشطي فاريلا، وصادرت التواقيع، وغرّمت وهدّدت النشطاء والموقِّعين، وأجبرت الموقعين على إلغاء التواقيع. انتحل جهاز أمن الدولة شخصية المتطوعين وتسلّل تسلّلًا متزايدًا إلى صفوف الناشطين. في مايو ويونيو، ذكرت أوزوالدو بايا أن عناصر أمن الدولة زاروا وضغطوا على أكثر من 50 موقِّعًا على مشروع فاريلا للتراجع عن تواقيعهم وإدانة نشطاء مشروع فاريلا الذين جمعوا تواقيعهم».

## تقديم الدعم لمشروع فاريلا
تمتّعت حركة مشروع فاريلا بدعم واسع النطاق بين صفوف المغتربين الأمريكيين من أصل كوبي وحكومة الولايات المتحدة. كذلك، اتهمت الحكومة الكوبية بعض قادة مشروع فاريلا بقبول الدعم السياسي الخارجي من جيمس كاسون من وزارة الخارجية الأمريكية لأغراض سياسية، بما يتعارض مع القانون 88. لكن المنشقين رفضوا الاتهامات. في مارس 2003، اعتقلت الحكومة الكوبية حوالي 75 معارضًا، حوكموا وأُدينوا بقبول أموال من مصادر أجنبية لأغراض سياسية، ونحو نصف هؤلاء المعتقلين كانوا مرتبطين بحركة مشروع فاريلا. قوبلت هذه الممارسات بانتقادات واسعة على الصعيد الدولي، واعتُبِرت حملة قمع. على الرغم من رفض المشروع رسميًا في نوفمبر 2002، فإن مشروع فاريلا نفسه قد قُدِّم مرّة أخرى إلى الجمعية الوطنية في أكتوبر 2004. ادعى مروّجوها أن الجمعية الوطنية لم تستجب لهذا المشروع. أُعيد إطلاق مشروع فاريلا مرّة أخرى في مدريد في أكتوبر 2008.

## استجابة الحكومة الكوبية لمشروع فاريلا
كان الرد الرسمي على مشروع فاريلا من خلال الفصل لأسباب رسمية وجوهرية. وقد بُتّ في عدم دستورية السبب الأخير. لا يوجد أي دليل في الرّد لاعتبار أن جوانب مشروع فاريلا فيما يتعلّق بحرّيّة بدء أعمال تجارية خاصة كانت تنظر الحكومة الكوبية لها على أنها الهدف الحقيقي للمشروع. على الرغم من أن الحكومة الكوبية زعمت دائمًا أن الحريات الأساسية مضمونة بالفعل للشعب الكوبي، فإن ردّها الرسمي على مشروع فاريلا لا يقدّم أي دليل يؤكّد أن هذه الحريات قد أدرِجت في الأهداف المعلنة للمشروع لتحويل الانتباه عن جانب الخصخصة للمشروع. ورفض الرّد ببساطة المشروع بأكمله باعتباره وسيلة غير منظمّة لتعديل الدستور الكوبي، وهو أمر غير ممكن من خلال مجرّد اقتراح القوانين.

### بيان وزير الخارجية
صرّح وزير خارجية جمهورية كوبا، فيليبي بيريز روك في 9 أبريل 2003، قائلًا: «مشروع فاريلا هو جزء من إستراتيجية التخريب ضد كوبا التي خُطِط لها الخارج وموّلها ووجّهها بمشاركة نشطة من قسم المصالح الأمريكية في هافانا. إنه جزء من نفس التخطيط التخريبي وليس له أي أساس في القانون الكوبي. إنه تلاعب فاضح بالقوانين والدستور الكوبي». و«تُستخدم الحقيبة الدبلوماسية لقسم المصالح الأمريكية على نحو متزايد لجمع الأموال والوسائل لممارسة الأعمال المعادية للثورة في كوبا التي تصب في صالح المجموعات التي أنشأتها وتموّلها الحكومة الأمريكية. وخلاصة القول، نحن نواجه مشكلة مع زيادة في الأعمال التخريبية، وعدم احترام القوانين الكوبية، والعصيان الصريح للمؤسسات القانونية في كوبا، والتي يجب أن تحترمها جميع البعثات الدبلوماسية في عملها في بلدنا».

### بيان وزارة العدل الكوبية
:«في 3 و4 و5 و7 أبريل، ظهر المعارضون للثورة الذين احتُجزوا مؤخرًا بسبب مشاركتهم المعروفة في أنشطة المرتزقة وغيرها من الأعمال المخالفة لاستقلال الدولة أو وحدة أراضيها، في جرائم ضد أمن الدولة ذات الصلة بالمحاكم الإقليمية في البلاد في جلسة استماع مفتوحة».
«أجريت محاكماتهم وفقًا للإجراءات المنصوص عليها في المادة 479 من قانون الإجراءات الجنائية، مع الاحترام الكامل للضمانات وحقوق المتهمين الأساسية».
«إن الأحكام التي فرضتها المحاكم تتضمّن أحكامًا بالسجناء تتراوح مدتها بين ستة أعوام و28 عامًا، ووُجّه جميع المتهمين حسب الأصول إلى حقهم في الطعن في أحكامهم أمام المحكمة الشعبية العليا».